# Диадумениан
Марк Опелий Антонин Диадумениан (Marcus Opellius Antoninus Diadumenianus) или Диадумениан (Diadumenianus) е римски император, Цезар (217 – 218 г.), Август (218), син на Макрин (217 – 218 г.).
Малко след възкачването си баща му Макрин споделил императорската титла със своя малолетен син, за да спечели симпатиите на войниците, сред които се говорело че Диадумениан се е появил на бял свят с родилна ципа около главата, което предвещавало, че един ден той ще дойде на трона, понеже ципата напомняла формата на императорски венец. Името Диадумениан означава „увенчан“.
След обявяването му за цезар от баща му, Диадумениан получава също името Антонин. След падането на Макрин от власт, неговият десетгодишен син бил заловен и убит от войниците на император Елагабал, който получил главата му като трофей.